# Funktionelle Selektivität
Funktionelle Selektivität bezeichnet in der Pharmakologie das Phänomen, dass biologisch wirksame Substanzen (Wirkstoffe, Liganden) nach deren Bindung an einen Rezeptor bevorzugt einen von mehreren möglichen Signaltransduktionswegen aktivieren können. Dieses Phänomen kann prinzipiell an allen Rezeptoren beobachtet werden, die mindestens zwei verschiedene Signaltransduktionswege gekoppelt sind. Funktionelle Selektivität konnte für verschiedene Liganden an nukleären Hormonrezeptoren und G-Protein-gekoppelten Rezeptoren beobachtet werden.
Die Beobachtung einer funktionellen Selektivität eines Liganden kann dabei kausal auf die Unterschiedlichkeit der untersuchten Effekte (z. B. schnell oder langsam einsetzende Effekte), unterschiedlich starke Expression und Aktivität des Rezeptorproteins oder auf Eigenschaften des Liganden selbst zurückgeführt werden. Im letzteren Fall spricht man auch von biased agonism, agonist-selective trafficking of stimulus oder ligand-selective agonism.

## Rezeptor-Oligomere
Ein Grund für die Erscheinung der funktionellen Selektivität liegt in der Diversität der Aggregationsformen von Rezeptoren. Physische Interaktionen von Rezeptorproteinen mit weiteren Proteinen können Konformationsänderungen der Tertiärgestalt des Rezeptors verursachen. Diese Änderung der Gesamtgestalt eines Rezeptors wiederum kann sich auf die Affinität zu G-Proteinen und auf die übrige Signaltransduktion auswirken. Ein Beispiel für diese Rezeptor-Protein-Interaktionen sind Rezeptor-Oligomere. Beispiele für das selektive Ansprechen von Signalwegen in Abhängigkeit vom Ansprechen unterschiedlicher Rezeptoraggregate sind bekannt. So führt die Stimulation des 5-HT2A-Protomers im 5-HT2A-mGlu2-Rezeptorkomplex zu psychedelischen Effekten, die bei alleiniger Stimulation des monomeren 5-HT2A-Rezeptors nicht auftreten; entsprechend sind unterschiedliche G-Proteine involviert. Diese funktionelle Selektivität ist auch der Grund, weshalb der endogene Transmitter Serotonin Vasokonstriktion und Thrombozytenaggregation auslöst aber nicht psychedelisch wirkt. Lisurid, das sich am 5-HT2AR-Monomer als Agonist verhält, antagonisiert kompetitiv Effekte von LSD und dürfte daher als Protomer-Antagonist des 5-HT2A-mGluR-Heteromers zu betrachten sein. Darüber hinaus können Wirkstoffe den Aggregationsstatus von Rezeptoren beeinflussen. Die ligandinduzierte Änderung der Rezeptortertiärstruktur kann sich auf die Rezeptor-Rezeptor-Affinität auswirken und kann dabei Assoziation oder Dissoziation von Rezeptoren bzw. Protomeren befördern. Die Antidepressiva Desipramin and Citalopram befördern die Heteromerisierung von Sst5- mit Dopamin-D2-Rezeptoren, wobei der zugrundeliegende Mechanismus noch unbekannt bleibt, da diese Wirkstoffe keine klassischen Bindungspartner dieser Rezeptoren sind. Im genannten Beispiel verändern sich mit verändertem Aggregationsgrad auch die Signalwege.